# Preußische T 14
Die T 14 der Preußischen Staatseisenbahnen waren Heißdampf-Güterzugtenderlokomotiven. Von 1914 bis 1918 wurden 547 Exemplare für die Preußischen Staatseisenbahnen gebaut, weitere 40 gingen an die Reichseisenbahnen in Elsaß-Lothringen. Zwei Nachzügler in etwas abgeänderter Form wurden noch 1925 und 1926 an die private Farge-Vegesacker Eisenbahn geliefert. Somit wurden insgesamt 589 Exemplare von der Lok gebaut. Nach dem Ersten Weltkrieg mussten 23 Lokomotiven an die ETAT, 27 an die Französische Ostbahn, 9 an die Saareisenbahnen, 56 an die NMBS, 23 an die PKP und 4 an die Eisenbahnen in Danzig abgegeben werden.:203 Die DRG übernahm noch 406 Lokomotiven und reihte sie als 93 001 bis 406 ein.:202 Aufgrund von technischen Mängeln wurden einige Lokomotiven bereits zur DRG-Zeit zurückgestellt und an Privatbahnen verkauft, darunter an die Mecklenburgische Friedrich-Wilhelm-Eisenbahn-Gesellschaft und die Prignitzer Eisenbahnen.
Nach dem Zweiten Weltkrieg sollen bei der Deutschen Reichsbahn 159 Lokomotiven und bei der Deutschen Bundesbahn 144 Lokomotiven vorhanden gewesen sein.:204 1972 wurde die letzte Lokomotive abgestellt. Zwei Maschinen sind erhalten geblieben.

## Geschichte

### Staatsbahnen

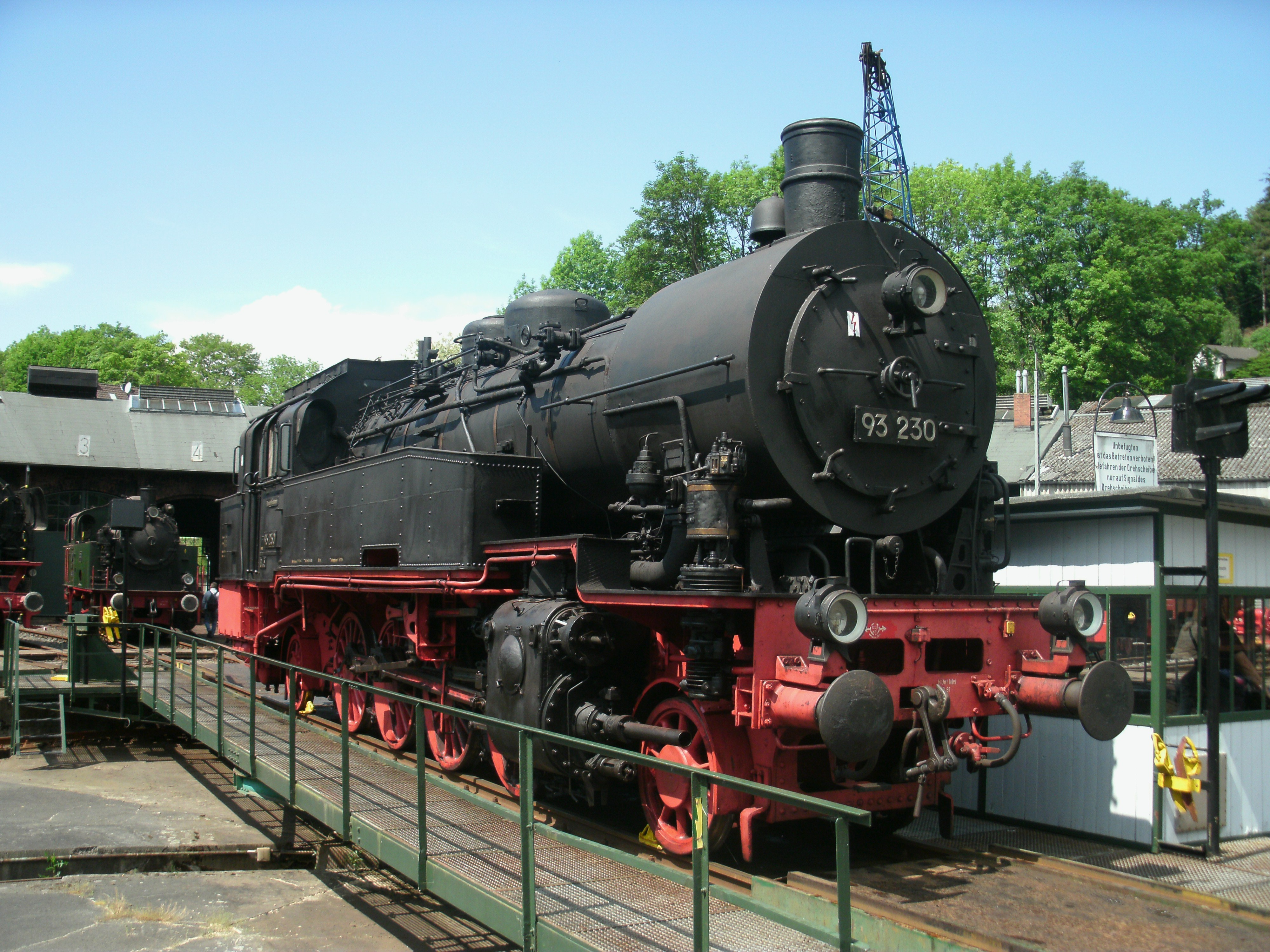
Ehemalige Traditionslok 93 230 der Deutschen Reichsbahn in Dieringhausen 2011

Die Lokomotiven waren für den Reisezugdienst auf den Strecken im Flachland, aber auch für den schweren Nahgüterzugdienst in der Ebene vorgesehen. Entwickelt worden waren sie von der Union-Gießerei in Königsberg, wobei als Vorbild für die Konstruktion die pr. G 8.1 diente. Trieb- und Laufwerk sowie Kessel waren bis auf geringfügige Änderungen gleich. Die ersten Lieferungen gingen nach Berlin. Später wurde die T 14 auch von anderen Direktionen für den Güterzugdienst auf Hauptbahnen und auch den Personenzugdienst beschafft. Insgesamt wurden für die Preußischen Staatseisenbahnen in den Jahren 1914 bis 1918 547 und für die Reichseisenbahnen in Elsaß-Lothringen 40 Lokomotiven dieses Typs gebaut.
Die Lokomotiven waren recht leistungsfähig und konnten in der Ebene 1.330 t mit 50 km/h befördern, auf einer Steigung von 3 ‰ wurden 985 t mit 45 km/h und bei 6 ‰ 600 t mit 40 km/h erreicht. Unglücklich war die Lastverteilung. Die vordere Laufachse war mit einer Achslast von 169,7 kN (17,3 t) am höchsten belastet, die Treibachse mit 139,3 kN (14,2 t) am niedrigsten. Dadurch konnten Ablaufberge nicht ohne Abheben der Endradsätze befahren werden.:203 Außerdem wurden die etwas knappen Vorräte und eine gewisse Wartungsunfreundlichkeit bemängelt, weil einige Baugruppen nur schwer zugänglich waren. Deshalb wurde die Konstruktion gegen Ende des Ersten Weltkrieges von Union überarbeitet und ab 1918/19 nur noch Lokomotiven der neuen Gattung T 14.1 beschafft.
Nachdem genügend T 14.1 zur Verfügung standen, wurden einige Lokomotiven ausgemustert oder an Privatbahnen verkauft. Nach Verstaatlichung dieser Bahnen kamen diese Lokomotiven wieder an die DRG mit ihren originalen Nummern zurück, ebenso wie die nach dem Friedensvertrag von Versailles wieder rückgeführten noch vorhandenen Loks während der Zeit des Nationalsozialismus. Insgesamt waren nach dem Zweiten Weltkrieg bei beiden deutschen Staatsbahnen 303 Lokomotiven vorhanden.
Nach dem Zweiten Weltkrieg blieben die 93 058, 324 und 405 in Österreich. Daraus bildete die ÖBB unter Beibehaltung der Ordnungsnummern die ÖBB Reihe 693. Die 693.058 wurde schon 1953 ausgemustert, die beiden anderen blieben bis 1958 im Bestand der ÖBB.
Die in Polen vorhandenen Lokomotiven der Gattung T 14 setzte die PKP unter der Bezeichnung TKt1 ein. Die Lietuvos geležinkeliai (LG) übernahm 1939 mit den Eisenbahnen im Wilnagebiet vier polnische TKt1 als Baureihe T14 mit den Nummern 501 bis 504.
Bei der Deutschen Bundesbahn wurden ab 1953 bis 1960 alle ehemaligen T 14 ausgemustert. Die letzte betriebsfähige Lok war die 93 026.:204 Bei der Deutschen Reichsbahn hielten sich die Loks ein wenig länger; im Nummernplan für die Umzeichnung auf EDV-Nummern waren noch 33 Lokomotiven enthalten. Wie viele Lokomotiven tatsächlich umgezeichnet wurden, ist nicht bekannt, die umgezeichneten Maschinen erhielten zu ihrer bisherigen Ordnungsnummer eine 8 vorgesetzt. Die letzten betriebsfähigen Lokomotiven waren die 93 8304, 8041 und 8318, die bis Anfang 1972 ausgemustert wurden.:204 Die 93 8412 wurde am 2. Juni 1972 z-gestellt und wenig später ausgemustert. Die 93 230 wurde beim Verkehrsmuseum Dresden museal erhalten.

### Privatbahnen
Mit einem Dienstalter von 20 Jahren waren viele Loks in den 1930er Jahren für die DRG entbehrlich, aber noch nicht an der Grenze ihrer Nutzungsdauer angelangt. Außerdem war die Ersatzteilsituation bei der Wartung der Lokomotiven unproblematisch. So übernahmen die Mecklenburgische Friedrich-Wilhelm-Eisenbahn-Gesellschaft vier Lokomotiven und bezeichnete sie als MFWE 35, 36, 37II und 38. Die Lokomotiven waren nur in der kurzen Zeit bis zu deren Verstaatlichung bei der Privatbahn, dabei wurde der technische Zustand der Loks nicht verändert.:166
Bei den Prignitzer Eisenbahnen wurde die ehemalige 93 406 eingesetzt und erhielt die Bezeichnung PE 6II. Noch vor ihrem Dienstantritt hatte die Lok einen Tauschkessel erhalten, sie wurde im Güterzugdienst eingesetzt.
Einen Sonderstatus hatten die Lokomotiven der Saareisenbahnen. Sieben Lokomotiven waren schon immer im Saarland beheimatet und wurden lediglich durch Gebietsabtrennung Eigentum der Saareisenbahnen. Zwei Lokomotiven kamen aus Halle und Erfurt zusätzlich hierher. Diese neun Lokomotiven erhielten durch die Verstaatlichung die Nummern 93 409 bis 417.:44

## Erhaltene Maschinen
Erhalten geblieben sind die zwei Maschinen:
- die 93 108 als Tkt1-63, im Freilichtmuseum für Schienenfahrzeuge in Chabowka (Polen), und
- die 93 230 im Eisenbahnmuseum Dieringhausen (als Dauerleihgabe des Verkehrsmuseums Dresden, ex DR-Traditionslok).

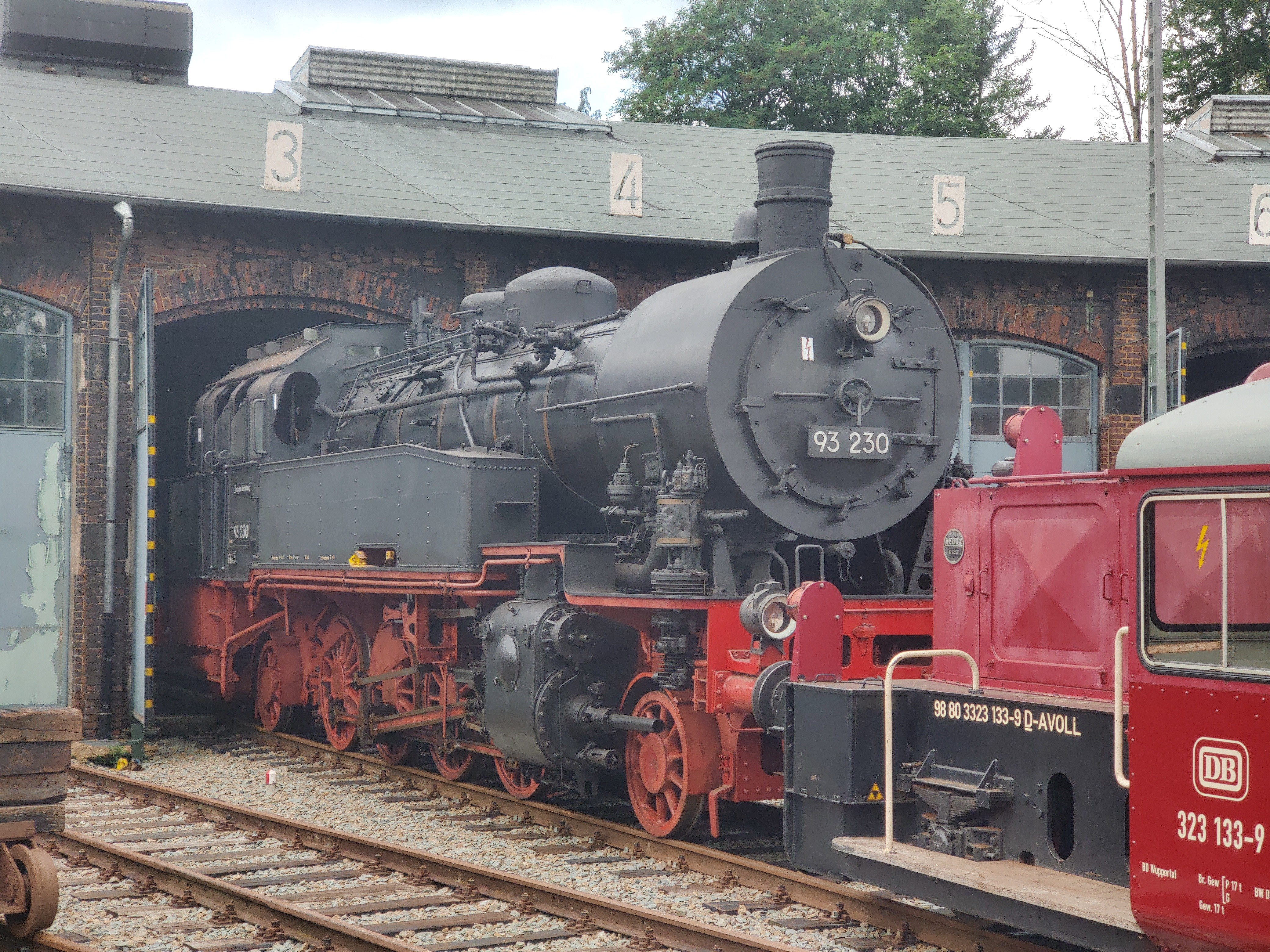
93 230 im Eisenbahnmuseum Dieringhausen vor dem Lokschuppen

## Konstruktion
Die Lokomotiven besaßen einen Blechrahmen mit 25 mm Blechstärke, der auch als Wasserkastenrahmen ausgebildet war. Außerdem waren seitliche Wasserkästen vorhanden. Die Kuppelradsätze waren fest im Rahmen gelagert. Zur Erzielung eines guten Kurvenradius waren die Spurkränze des zweiten und dritten Radsatzes um 15 mm geschwächt. Die Laufachsen waren beide als Adamsachsen mit einer Seitenverschiebbarkeit von beidseitig 80 mm ausgebildet.
Der genietete Kessel bestand aus zwei Schüssen. Auf dem ersten Schuss saß der Dampfdom mit einem Ventilregler, auf dem zweiten der Sandkasten. Das war ein Unterscheidungsmerkmal zur T 14.1, die vierdomig war. Die Rauchkammer war am Langkessel mit Winkelring angenietet, die Feuerbüchse zwischen den Rahenwangen eingelassen. Auf dem Stehkessel lag vor der Führerhausvorderwand das Sicherheitsventil Bauart Ramsbottom. Der Kessel besaß einen Überhitzer Bauart Schmidt. Gespeist wurde er von einer Kolbenspeisepumpe Bauart Knorr mit Oberflächenvorwärmer (quer auf dem Rahmen zwischen den Zylindern liegend) und einer Strahlpumpe. Die erste Serie von zwölf Lokomotiven hatte zunächst keinen Vorwärmer, dafür zwei saugende Strahlpumpen erhalten, sie wurden später der Serie angeglichen.
Die Zweizylinder-Heißdampfmaschine besaß eine Heusinger-Steuerung. Die außenliegenden Zylinder waren schwach geneigt. Es wurde der dritte Kuppelradsatz angetrieben. Die Kolbenschieber waren mit Luftsaugern an den Einströmrohren nach der preußischen Regelbauart ausgeführt.
Die selbstständig wirkende Druckluftbremse war nach Bauart Knorr mit der Wurfhebelbremse ausgeführt und wirkte auf die Kuppelräder einseitig von hinten. Die Laufradsätze waren ungebremst. Die benötigte Druckluft wurde von einer zweistufigen Luftpumpe Bauart Knorr erzeugt, sie saß auf dem Umlauf rechts neben der Rauchkammer. Von dem Druckluftsandstreuer wurden der erste Kuppelradsatz von vorn sowie der vierte von hinten gesandet. Das Druckluftläutewerk Bauart Knorr saß auf dem Scheitel der Rauchkammer hinter dem Schornstein, die Dampfpfeife auf dem Stehkessel vor dem Sicherheitsventil.